# Danger Money
Danger Money è il secondo e ultimo album in studio del gruppo progressive rock UK, pubblicato nel marzo 1979.

## Tracce
Testi e musiche di Eddie Jobson e John Wetton.
Lato A
1. Danger Money – 8:12
2. Rendezvous 6:02 – 5:00
3. The Only Thing She Needs – 7:53

Lato B
1. Caesar's Palace Blues – 4:42
2. Nothing to Lose – 3:57
3. Carrying No Cross – 12:20

## Formazione
- Terry Bozzio – batteria, percussioni
- Eddie Jobson – tastiere, violino elettrico
- John Wetton – basso elettrico, voce